# Talhae de Silla
Talhae de Silla (5 AC–80 DC, r. 57–80) foi o segundo monarca de Silla, um dos Três Reinos da Coreia.
Ele é comumente chamado de Talhae Isageum, sendo isageum o título real no início do Reino de Silla. Seu nome pessoal era Seok Tal-hae (昔 脫 解).